# Nguyễn Sơn Hà
Nguyễn Sơn Hà (1894 tại Hà Nội - 1980 tại Hải Phòng) là một trong những doanh nhân, nhà kỹ nghệ hàng đầu của Việt Nam thời Pháp thuộc. Ông được biết đến như là người khai sinh nghề sản xuất sơn dầu ở Việt Nam.

## Gia đình và tuổi thơ
Nguyễn Sơn Hà quê quán tại huyện Quốc Oai, tỉnh Sơn Tây (nay thuộc Hà Nội), sinh năm 1894 tại Hà Nội, trong một gia đình có 7 anh em, Sơn Hà là tên ghép chữ đầu của quê quán và nơi ông sinh ra. Cha ông, Nguyễn Mễ, đã cùng bạn bè lập phường gặt thuê và hát chèo và tham gia đội quân cờ đen chống Pháp của Lưu Vĩnh Phúc từ những ngày đầu. Nguyễn Mễ đã tham gia lập nhiều chiến công, trong đó có hai vụ giết sĩ quan Pháp là Henri Rivière và Francis Garnier , sau đó bị bắt và cầm tù cùng nhiều người khác. Viên quan coi ngục thấy cụ trẻ, khỏe, nhanh nhẹn đã đưa về nhà để làm việc trong gia đình. Chủ cửa hàng Decua Cabour, bạn viên cai ngục trong lần đến chơi nhà thấy chàng thanh niên chân bị xiềng đang ngồi nhổ cỏ trong khu biệt thự đã đề nghị cho ra bán hàng sắt cho ông ta. Công việc mới này giúp ông đủ nuôi gia đình nhưng do phẫn chí, ông đam mê cờ bạc, rồi mắc bệnh và qua đời khi Nguyễn Sơn Hà mới 14 tuổi. Từ nhỏ, Nguyễn Sơn Hà đã được học cả chữ Nho và chữ Quốc ngữ nhưng do hoàn cảnh gia đình, ông đã phải bỏ học để đi làm.

## Học nghề và lập nghiệp
Nhờ biết chữ, ông xin được vào làm phụ bàn giấy cho một hãng buôn của Pháp. Sau đó vì lương thấp, ông đã bỏ sang làm cho hãng sơn dầu Sauvage Cottu ở Hải Phòng. Đây cũng là thời điểm đánh dấu một bước ngoặt trong cuộc đời của ông. Với ý định tự lập, làm giàu, sau khi làm cho hãng sơn này một thời gian, ông đã tự tìm cách sản xuất sơn, ban đầu bằng phương pháp thủ công, sau đó tiếp cận dần với kỹ thuật hiện đại.
Là người có đầu óc nhạy bén năng động trong kinh doanh, ông đã cho quảng cáo rộng rãi khắp nơi, biếu hàng mẫu cho các cai thầu, gửi sơn cho các hãng buôn lớn bán với lãi suất cao mà lại không phải trả tiền hàng ngay... Hãng sơn của ông lấy tên là Gecko với logo là hình con tắc kè xanh đang cong đuôi bám bốn chân vào thân cây cổ thụ. Nhờ vậy, công việc làm ăn ngày một thuận lợi hơn. Đáp ứng nhu cầu của khách hàng, hiệu sơn của ông đã sản xuất nhiều mặt hàng phong phú đa dạng như Résistanco A, Résitanco B dùng cho sơn xe đạp, Durolac để sơn ôtô, Ideal để sơn thường... Nhờ nhân công rẻ, khai thác, tạo dựng được nguồn nguyên liệu sẵn có trong nước nên sơn của ông có giá thành thấp hơn sơn ngoại và chất lượng đảm bảo nên dần dần đã chiếm được sự tín nhiệm của khách hàng.

## Các hoạt động khác

### Trước Cách mạng tháng Tám
Năm 1939, trong một lần vào miền Nam, Nguyễn Sơn Hà cùng vợ tới thăm Phan Bội Châu đang bị Pháp quản thúc tại Huế. Cuộc gặp gỡ này đã tác động sâu sắc đến Nguyễn Sơn Hà. Với vị trí một nhà tư sản có uy tín trong giới công thương thành phố, Nguyễn Sơn Hà tranh cử dân biểu Hội đồng thành phố Hải phòng, tham gia tích cực các hoạt động xã hội của Hội Trí Tri, Hội ánh sáng, thành lập Ban Cứu tế, Chi Hội Truyền Bá quốc ngữ. Ngoài ra, Nguyễn Sơn Hà còn tham gia thành lập các cơ sở từ thiện, ngay bên cạnh khu biệt thự của gia đình trên đường Lạch Tray, Hải Phòng, ông mở trường Dục Anh nuôi dạy trẻ lang thang, cơ nhỡ.
Năm 1939, khi biết tin quê nhà bị mất mùa do hạn hán khiến nhân dân đói kém, ông đã về quê và dùng tiền của mình để giúp đỡ bà con, chuyển hàng trăm cây dừa về trồng ở bên đường và đình làng để tạo bóng mát và thu hoạch quả. Ông còn cho người đến Hà Đông học nghề dệt vải để sau đó về mở cơ sở sản xuất tạo thêm việc làm và thu nhập cho người dân và mua tặng dân làng 4 máy dệt. Trong nạn đói Ất Dậu (1945), ông đã liên lạc với bạn bè cùng chí hướng và thuyết phục những người giàu có lập Hội Cứu tế để giúp đỡ dân nghèo. Ông đã dùng số thóc thu được từ 200 mẫu ruộng ở Kinh Môn (tỉnh Hải Dương) vào việc phát chẩn cứu đói. Lúc đầu nấu cháo, sau đó nấu cháo cũng không xuể thì chuyển sang làm bánh tấm, bánh cám để phát cho dân. Ông cũng đấu tranh với nha đương cục Pháp, Nhật đòi mở kho tấm cám để cứu đói.

### Sau Cách mạng tháng Tám
Trong Tuần lễ vàng, Nguyễn Sơn Hà rất tích cực đóng góp tiền vàng và vận động các nhà tư sản khác và nhân dân mọi tầng lớp tham gia. Vợ ông Nguyễn Thị Ngọc Mùi và con gái Nguyễn Sơn Thạch đi cùng trong lần ủng hộ đầu tiên đã hiến tặng toàn bộ số nữ trang của gia đình (gồm vàng bạc, đá quý)- cân được 10,5 Kg. Riêng ông Hà không ngần ngại tháo ngay chiếc nhẫn quý bằng platin cẩn kim cương bỏ vào thùng hiến tặng, được Chủ tịch Hồ Chí Minh tặng ảnh và Mặt trận Việt Minh cấp giấy khen. Vào những ngày đầu của "Toàn quốc kháng chiến" (cuối năm 1946), các doanh nhân như Nguyễn Sơn Hà, Bùi Hưng Gia, Ngô Tử Hạ... đã tình nguyện hiến tài sản cho cách mạng.
Đóng góp lớn nhất phải kể đến là vợ chồng ông đã hiến dâng cho đất nước người con trai cả tên Nguyễn Sơn Lâm - người Đội trưởng Tự vệ Hải phòng có vinh dự kéo lá cờ đỏ sao vàng trong buổi lễ mừng Độc lập 2-9-1945 tại Quảng trường Nhà hát lớn Hải phòng. Anh hy sinh trong những ngày đầu toàn quốc kháng chiến tại mặt trận Đông Khê (Hải phòng). Đó có lẽ là bước quyết định khiến ông một lòng đi theo con đường giải phóng dân tộc: bỏ lại toàn bộ tài sản như nhà xưởng, đồn điền, tiền của... đưa toàn bộ gia đình đi theo kháng chiến, mặc dù nhận được nhiều đề nghị từ phía thực dân Pháp sẽ trả lại hoặc đền bù tài sản bị thiệt hại nếu như ông từ bỏ Kháng chiến quay trở về Thành.
Ngoài ra còn một việc cho đến nay ít ai biết được đó là: Sau Cách mạng tháng Tám thành công ông đã cho phép người em rể là ông Tưởng Dân Bảo (nguyên là Đảng viên Quốc Dân Đảng tham gia một số cuộc khởi nghĩa bị Pháp bắt tù rồi ly khai theo Đảng Cộng sản Đông Dương làm ủy viên Xứ ủy Nam kỳ, Bí thư tỉnh ủy kiêm Chủ tịch Ủy ban Kháng chiến Hành chính tỉnh Châu Đốc (vợ là Em gái ông Hà, Bà Nguyễn Thị Thảo - Người đã từng hoạt động cùng với Ông Nguyễn Văn Linh nguyên TBT Đảng Cộng sản Việt Nam) sử dụng tiền của Ông Hà từ Đại lý Sơn tại Sài gòn - Trụ sở trên đường Charne, Đại lộ Nguyễn Huệ ngày nay, tổ chức một đoàn tàu vượt biển ra Côn đảo đón tù chính trị bị giam giữ trở về đất liền trước thời điểm Pháp nổ súng gây hấn và chiếm lại Nam bộ 23-9-1945. Trong số đó có rất nhiều người sau trở thành lãnh tụ cách mạng của Việt nam như: Tôn Đức Thắng, Lê Duẩn, Phạm Văn Đồng, Hoàng Quốc Việt, Phạm Hùng, Lê Thanh Nghị...
Ông trúng cử đại biểu Quốc hội khóa đầu tiên của Việt Nam Dân chủ Cộng hòa tại Hải Phòng.
Khi Pháp tấn công Hải Phòng, cả gia đình ông sơ tán lên chiến khu Đông Triều (Quảng Ninh) rồi lại tiếp tục di chuyển lên chiến khu Việt Bắc. Ở Việt Bắc, ông giúp Cục Thông tin Bộ Quốc phòng lúc đó làm vải nhựa cách điện với điện áp thấp, dùng cho kĩ thuật thông tin bằng cách đun nóng nhựa thông (hoặc nhựa trám) và dầu luyn rồi bôi lên vải diềm bâu. Ngoài ra, ông cũng tổ chức sản xuất giấy than, mực in lito, vải che mưa..., những sản phẩm rất hữu ích đối với Việt Minh trong hoàn cảnh lúc đó.
Ông từng thay mặt Quốc hội khóa I trao Thanh kiếm " Mã đáo Thành công " cho Đại đoàn 308 tại chiến khu Việt Bắc.
Không chỉ nổi tiếng với công việc làm sơn, Nguyễn Sơn Hà còn chế tạo được lương khô và thuốc ho. Lương khô theo công thức chế tạo của ông vừa đảm bảo cung cấp đủ năng lượng cần thiết lại vừa bảo quản được lâu ngày mà không bị mốc. Ông đã chưng cất tinh dầu của lá cây khuynh diệp để chế ra một loại kẹo ngậm để chống ho gọi là "Pastille Valda" (tên do ông đặt) được Vệ quốc quân sử dụng.
Sau kháng chiến chống Pháp, Nguyễn Sơn Hà trở về Hà Nội, năm 1958 từ Ủy viên Dự khuyết Ban Thường trực Quốc hội lên làm Ủy viên chính thức thay Trần Mạnh Quỳ và tiếp tục trúng cử vào Quốc hội Việt Nam khóa II, III, IV, V.
Ông mất tại Hải Phòng năm 1980.

## Vinh danh
Ông được biết đến như là người khai sinh nghề sản xuất sơn ở Việt Nam cũng như có nhiều đóng góp cho chính phủ Việt Nam Dân chủ Cộng hòa cũng như cho cộng đồng cùng với một số doanh nhân khác như Bạch Thái Bưởi, Trịnh Văn Bô, Trương Văn Bền, Nguyễn Đình Khánh...
Nhân Ngày Doanh nhân Việt Nam (ngày 13 tháng 10) năm 2006, Phòng Thương mại và Công nghiệp Việt Nam (VCCI) đã truy tặng Nguyễn Sơn Hà cùng Bạch Thái Bưởi, Lương Văn Can, Trịnh Văn Bô danh hiệu Doanh nhân Việt Nam tiêu biểu.
Vào năm 2010 căn nhà 49 Lạch tray TP Hải phòng, nơi ông cùng gia đình sống trong nhiều thời kỳ được nhà nước xếp hạng là Di Tích Văn hóa.
Tên của ông được nhiều thành phố Việt Nam đặt tên đường như Hà Nội, Hải Phòng, Đà Nẵng.
Ở quận 3, TPHCM, cũng có một con đường nhỏ mang tên Nguyễn Sơn Hà, bắt đầu từ đường Cao Thắng đến hẻm gần giáp đường Nguyễn Thượng Hiền. Tuy nhiên, con đường này được đặt theo tên của một liệt sĩ kháng chiến chống Mỹ, hy sinh trong trận Tết Mậu Thân năm 1968. 